# Окмалги (Оклахома)
Окмалги (енгл. Okmulgee) град је у америчкој савезној држави Оклахома.

## Демографија
По попису из 2010. године број становника је 12.321, што је 701 (-5,4%) становника мање него 2000. године.
| Група             | 2000.         | 2010.         |
| Белци             | 7.589 (58,3%) | 6.353 (51,6%) |
| Афроамериканци    | 2.773 (21,3%) | 2.320 (18,8%) |
| Азијати           | 38 (0,3%)     | 83 (0,7%)     |
| Хиспаноамериканци | 238 (1,8%)    | 393 (3,2%)    |
| Укупно            | 13.022        | 12.321        |